# Karl Gunnar Wahlström
Karl Gunnar Wahlström, född 30 mars 1915 i Helsingfors, död 1 januari 1981, var en finländsk stadsdirektör.
Wahlström, som var son till Rafael Alexander Wahlström och Aina Maria Dahlberg, blev student 1934, genom Kadettskolan 1937–1939, blev diplomekonom 1950 och ekonomie kandidat 1954. Han tjänstgjorde som officer 1939–1945, med kaptens grad från 1942, var försäljningschef vid Gamlakarleby Kafferosteri Ab Granholm & Kåll Oy 1945–1949, representant i Vasa för Oy Karl Fazer Ab 1949–1952, direktör för Västra Nylands handelskammare och trafikombudsman för Hangö stad 1952–1964 och slutligen stadsdirektör i Lovisa stad 1964–1975. Han var även verkställande direktör för Hangö Allmänna Frilager Ab 1960–1965. Han var medlem av Hangö stadsfullmäktige 1956–1964, ordförande 1956–1958, och ordförande i socialnämnden 1956–1961.